# Education City Stadium
Das Education City Stadium (arabisch استاد المدينة التعليمية, DMG Istād al-Madīna at-Taʿlīmiyya; auch als Qatar Foundation Stadium – arabisch استاد مؤسسة قطر / Istād Muʾassasat Qaṭar – bekannt) ist ein Fußballstadion in der katarischen Stadt ar-Rayyan. Die Sportstätte liegt nur zwölf Kilometer vom Zentrum der Hauptstadt Doha entfernt. Die Anlage war einer der Austragungsorte für die Fußball-Weltmeisterschaft 2022 sowie die Fußball-Asienmeisterschaft 2024 und bietet während des Turniers 44.667 Plätze. Der Spitzname Jewel of the Desert (deutsch Juwel der Wüste) bezieht sich auf die Fassade des Baus, die an einen geschliffenen Diamanten erinnert.

## Geschichte
Das Education City Stadium befindet sich im westlichen Teil des südlichen Campus der Education City. Die Education City am Stadtrand von Doha ist eine Initiative der privaten Qatar Foundation und umfasst auf 14 Quadratkilometern Bildungseinrichtungen von der Schule bis zur Forschung und Zweigstellen einiger der weltweit bedeutendsten Universitäten. Das Stadion wird nach der Weltmeisterschaft auf 20.000 Plätze für den Hochschulsport zurückgebaut. Darüber hinaus soll es Spielstätte der katarischen Fußballnationalmannschaft der Frauen werden. Die 20.000 übrigbleibenden Sitze sollen an Entwicklungsländer gespendet werden. Um das Stadion werden 1.600 Parkplätze zur Verfügung stehen.
Mit 20 Prozent seiner Baumaterialien, die als umweltfreundlich eingestuft wurden, gehört das Education City Stadium zu den umweltfreundlichsten Stadien der Welt. 55 Prozent der Materialien stammen aus lokalen Quellen. Im Mai 2019 erhielt es die Fünf-Sterne-Bewertung des Global Sustainability Assessment System (GSAS, deutsch Globales Nachhaltigkeitsbewertungssystem). Es war das erste Stadion der Welt, das diese Auszeichnung erhielt.
Im Dezember 2019 war im Rahmen der FIFA-Klub-Weltmeisterschaft die Eröffnung geplant. Bei dem Turnier war das zweite Halbfinale mit dem Champions-League-Sieger FC Liverpool, das Spiel um Platz 3 und das Endspiel im Stadion vorgesehen. Anfang Dezember mussten die Spiele der Klub-WM im Education City Stadium gestrichen werden, da das Stadion nicht rechtzeitig einsatzbereit war. Als Ersatzspielort wurde das Khalifa International Stadium in Doha genutzt.
Anfang Juni 2020 gab der Oberste Rat für Organisation und Nachhaltigkeit mit der Qatar Foundation die Fertigstellung des WM-Stadions bekannt. Es war, nach dem umgebauten Khalifa International Stadium und dem neuen al-Janoub Stadium, die dritte fertige Spielstätte der Fußball-Weltmeisterschaft 2022. Das Education City Stadium wurde am 15. Juni des Jahres mit einem Live-Programm, das den Einsatz der Arbeiter und Handwerker während der COVID-19-Pandemie feierte, virtuell eröffnet.

## Spiele der Fußball-Weltmeisterschaft 2022 im Education City Stadium
Es wurden acht Partien im Education City Stadium in ar-Rayyan ausgetragen.
|                                                   |   |               |                                 |
| Di., 22. Nov. 2022 um 14:00 Uhr MEZ, Gruppe D     |   |               |                                 |
| Dänemark                                          | – | Tunesien      | 0:0                             |
| Do., 24. Nov. 2022 um 14:00 Uhr MEZ, Gruppe H     |   |               |                                 |
| Uruguay                                           | – | Südkorea      | 0:0                             |
| Sa., 26. Nov. 2022 um 14:00 Uhr MEZ, Gruppe C     |   |               |                                 |
| Polen                                             | – | Saudi-Arabien | 2:0 (1:0)                       |
| Mo., 28. Nov. 2022 um 14:00 Uhr MEZ, Gruppe H     |   |               |                                 |
| Südkorea                                          | – | Ghana         | 2:3 (0:2)                       |
| Mi., 30. Nov. 2022 um 16:00 Uhr MEZ, Gruppe D     |   |               |                                 |
| Tunesien                                          | – | Frankreich    | 1:0 (0:0)                       |
| Fr., 2. Dez. 2022 um 16:00 Uhr MEZ, Gruppe H      |   |               |                                 |
| Südkorea                                          | – | Portugal      | 2:1 (1:1)                       |
| Di., 6. Dez. 2022 um 16:00 Uhr MEZ, Achtelfinale  |   |               |                                 |
| Marokko                                           | – | Spanien       | 0:0 n. V., 3:0 i. E.            |
| Fr., 9. Dez. 2022 um 16:00 Uhr MEZ, Viertelfinale |   |               |                                 |
| Kroatien                                          | – | Brasilien     | 1:1 n. V. (0:0, 0:0), 4:2 i. E. |